# Auringen
Auringen is een voormalige gemeente in Hessen. De gemeente werd in 1977 een deel van Wiesbaden. Het stadsdeel ligt in het noorden van deze stad. Met ongeveer 3.000 inwoners is Auringen een van de kleine stadsdelen van Wiesbaden.

## Verkeer en vervoer
- Station Wiesbaden Auringen-Medenbach